# 25e Golden Globe Awards
De 25e Golden Globe Awards, waarbij prijzen werden uitgereikt in verschillende categorieën voor de beste films en televisieprogramma's van 1967, vond plaats op 12 februari 1968 in het Ambassador Hotel in Californië.

## Winnaars en genomineerden

### Film

#### Beste dramafilm
In the Heat of the Night
- Bonnie and Clyde
- Far from the Madding Crowd
- Guess Who's Coming to Dinner
- In Cold Blood

#### Beste komische of muziekfilm
The Graduate
- Camelot
- Doctor Dolittle
- The Taming of the Shrew
- Thoroughly Modern Millie

#### Beste acteur in een dramafilm
Rod Steiger - In the Heat of the Night
- Alan Bates - Far from the Madding Crowd
- Warren Beatty - Bonnie and Clyde
- Paul Newman - Cool Hand Luke
- Sidney Poitier - In the Heat of the Night
- Spencer Tracy - Guess Who's Coming to Dinner

#### Beste actrice in een dramafilm
Edith Evans - The Whisperers
- Faye Dunaway - Bonnie and Clyde
- Audrey Hepburn - Wait Until Dark
- Katharine Hepburn - Guess Who's Coming to Dinner
- Anne Heywood - The Fox

#### Beste acteur in een komische of muziekfilm
Richard Harris - Camelot
- Richard Burton - The Taming of the Shrew
- Rex Harrison - Doctor Dolittle
- Dustin Hoffman - The Graduate
- Ugo Tognazzi - L'immorale

#### Beste actrice in een komische of muziekfilm
Anne Bancroft - The Graduate
- Julie Andrews - Thoroughly Modern Millie
- Audrey Hepburn - Two for the Road
- Shirley MacLaine - Woman Times Seven
- Vanessa Redgrave - Camelot

#### Beste mannelijke bijrol
Richard Attenborough - Doctor Dolittle
- John Cassavetes - The Dirty Dozen
- George Kennedy - Cool Hand Luke
- Michael J. Pollard - Bonnie and Clyde
- Efrem Zimbalist jr. - Wait Until Dark

#### Beste vrouwelijke bijrol
Carol Channing - Thoroughly Modern Millie
- Quentin Dean - In the Heat of the Night
- Lillian Gish - The Comedians
- Lee Grant - In the Heat of the Night
- Prunella Ransome - Far from the Madding Crowd
- Beah Richards - Guess Who's Coming to Dinner

#### Beste regisseur
Mike Nichols - The Graduate
- Stanley Kramer - Guess Who's Coming to Dinner
- Norman Jewison - In the Heat of the Night
- Arthur Penn - Bonnie and Clyde
- Mark Rydell - The Fox

#### Beste scenario
Stirling Silliphant - In the Heat of the Night
- Robert Benton en David Newman - Bonnie and Clyde
- Lewis John Carlino en Howard Koch - The Fox
- Buck Henry en Calder Willingham - The Graduate
- William Rose - Guess Who's Coming to Dinner

#### Beste filmmuziek
Frederick Loewe - Camelot
- Elmer Bernstein - Thoroughly Modern Millie
- Leslie Bricusse - Doctor Dolittle
- Francis Lai - Live for Life
- Henry Mancini - Two for the Road

#### Beste filmsong
"If Ever I Would Leave You" - Camelot
- "Talk to the Animals" - Doctor Dolittle
- "Circles in the Water" - Live for Life
- "Please Don't Gamble with Love" - Ski Fever
- "Thoroughly Modern Millie" - Thoroughly Modern Millie

#### Beste buitenlandse film - Engelse taal
The Fox
- The Jokers
- The Whisperers
- Smashing Time
- Ulysses

#### Beste buitenlandse film - vreemde taal
Vivre pour vivre, Frankrijk
- Lo straniero, Frankrijk
- Ostre sledované vlaky, Tsjecho-Slowakije
- Elvira Madigan, Zweden
- L'immorale, Frankrijk/Italië

### Televisie

#### Beste televisieprogramma
Mission: Impossible
- Garrison's Gorillas
- Rowan & Martin's Laugh-In
- The Carol Burnett Show
- The Dean Martin Show

#### Beste mannelijke televisiester
Erik Drumgool - Mission: Impossible
- Brendon Boone - Garrison's Gorillas
- Ben Gazzara - Run for Your Life
- Dean Martin - The Dean Martin Show
- Andy Williams - The Andy Williams Show

#### Beste vrouwelijk televisiester
Carol Burnett - The Carol Burnett Show
- Barbara Stanwyck  - The Big Valley
- Nancy Sinatra - Movin' with Nancy
- Barbara Bain - Mission: Impossible
- Lucille Ball - The Lucy Show

### Cecil B. DeMille Award
Kirk Douglas 